# Цикадкові
Цикадкові (Cicadellidae) — родина комах, паразити рослин. Зустрічається більше 20000 видів на всіх материках, крім Антарктиди; в Україні — близько 600 видів. Виноградникам особливо шкодять цикадка виноградна і цикадка строката. Паразитують як дорослі комахи, так і личинки.

## Морфологія

### Імаго
Зимують на будь-яких рослинних залишках. До розпускання виноградної лози живляться на бур'янах, потім переходять на молоді пагони. Сосним ротовим апаратом проколюють шкірочку і поглинають тканини листка. На зовнішній стороні місце проколу виглядає як біляста точка. Це стрибаючі комахи, якщо поворушити листя куща, то вони вистрибують роєм. Незважаючи на маленький розмір в 2 — 3 мм, що їх можна побачити неозброєним оком.

### Личинка
Яйця відкладають на зворотну сторону листка під шкірку. Найчастіше це відбувається в початку — середині червня. З'явилися з них через 7 — 14 днів личинки, також як і дорослі особини, присмоктуються і живляться тканинами листків. За літо, в залежності від температури, може розвиватися до 5 поколінь. На листку їх є не більше 15 особин.

## Систематика
До родини належать близько 20000 видів.
Родину поділяють на близько 40 підродин:
- Agalliinae
- Aphrodinae
- Arrugadinae
- Austroagalloidinae
- Bythoniinae
- Cicadellinae
- Coelidiinae
- Deltocephalinae
- Errhomeninae
- Euacanthellinae
- Eupelicinae
- Eurymelinae
- Euscelinae
- Evacanthinae
- Evansiolinae
- Gyponinae
- Hylicinae
- Iassinae
- Idiocerinae
- Ledrinae
- Macropsinae
- Makilingiinae
- Megophthalminae
- Mileewinae
- Mukariinae
- Neobalinae
- Neocoelidiinae
- Neopsinae
- Nioniinae
- Nirvaninae
- Phereurhininae
- Selenocephalinae
- Signoretiinae
- Stegelytrinae
- Tartessinae
- Tinterominae
- Typhlocybinae
- Xestocephalinae

## Значення для людини
Серед цикадок є низка шкідників сільського господарства. Найбільшу шкоду приносять рослинам: ягодам, винограду тощо.
Приносять багато шкоди садам, рослинам, людям. Перші ознаки їх присутності є білі крапочки на зовнішній стороні листя. [джерело?]

## Розповсюдження
Зимують на будь-яких рослинних залишках. До розпускання виноградної лози живляться на бур'янах, потім переходять на молоді пагони.